# Llista de municipis de la Corunya
Llista dels 93 municipis de la província de La Corunya.

Mapa municipal

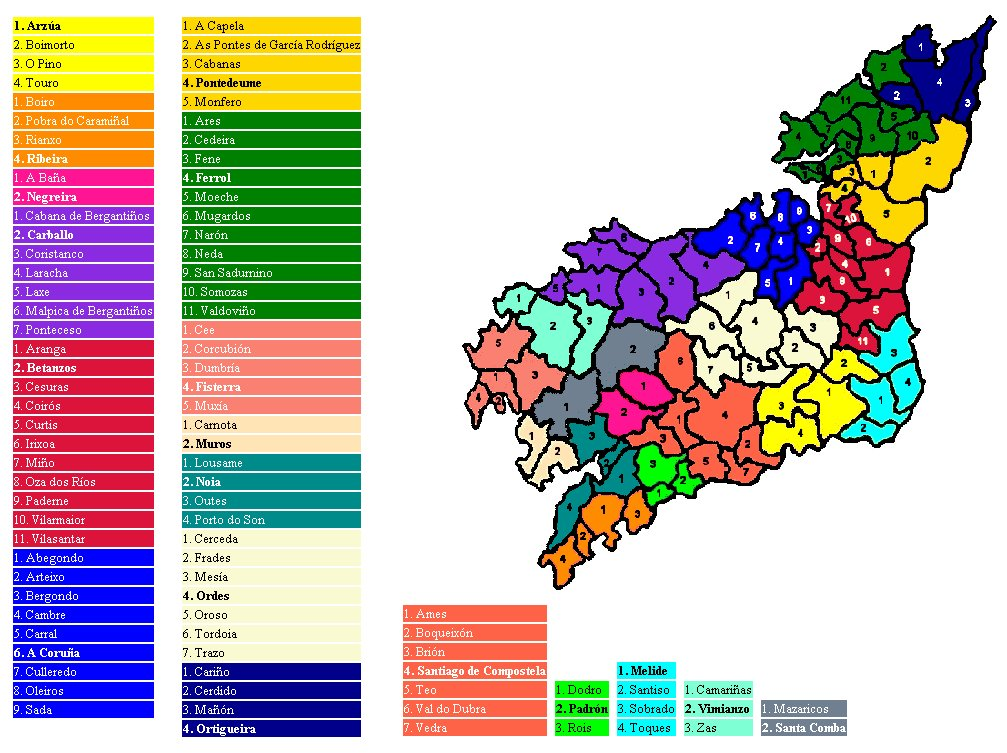
Mapa municipal de la província amb diferent color per comarques

| Municipi                      | Població (2002) |
| ----------------------------- | --------------- |
| Abegondo                      | 5.772           |
| Ames                          | 18.788          |
| Aranga                        | 2.379           |
| Ares                          | 4.976           |
| Arteixo                       | 23.560          |
| Arzúa                         | 6.776           |
| A Baña                        | 5.141           |
| Bergondo                      | 6.264           |
| Betanzos                      | 12.575          |
| Boimorto                      | 2.551           |
| Boiro                         | 18.064          |
| Boqueixón                     | 4.261           |
| Brión                         | 6.437           |
| Cabana de Bergantiños         | 5.592           |
| Cabanas                       | 3.334           |
| Camariñas                     | 6.620           |
| Cambre                        | 19.504          |
| A Capela                      | 1.534           |
| Carballo                      | 28.527          |
| Cariño                        | 4.861           |
| Carnota                       | 5.510           |
| Carral                        | 5.290           |
| Cedeira                       | 7.572           |
| Cee                           | 7.239           |
| Cerceda                       | 5.492           |
| Cerdido                       | 1.619           |
| Cesuras                       | 2.555           |
| Coirós                        | 1.577           |
| Corcubión                     | 2.002           |
| Coristanco                    | 8.001           |
| La Corunya                    | 242.458         |
| Culleredo                     | 22.745          |
| Curtis                        | 4.451           |
| Dodro                         | 3.213           |
| Dumbría                       | 4.428           |
| Fene                          | 14.638          |
| Ferrol                        | 79.520          |
| Fisterra                      | 5.132           |
| Frades                        | 3.019           |
| Irixoa                        | 1.673           |
| A Laracha                     | 10.683          |
| Laxe                          | 3.557           |
| Lousame                       | 4.035           |
| Malpica de Bergantiños        | 7.070           |
| Mañón                         | 1.898           |
| Mazaricos                     | 5.948           |
| Melide                        | 8.383           |
| Mesía                         | 3.304           |
| Miño                          | 5.044           |
| Moeche                        | 1.490           |
| Monfero                       | 2.595           |
| Mugardos                      | 5.859           |
| Muros                         | 10.272          |
| Muxía                         | 6.103           |
| Narón                         | 29.263          |
| Neda                          | 6.074           |
| Negreira                      | 6.573           |
| Noia                          | 14.391          |
| Oleiros                       | 27.453          |
| Ordes                         | 12.015          |
| Oroso                         | 5.648           |
| Ortigueira                    | 8.299           |
| Outes                         | 8.398           |
| Oza dos Ríos                  | 3.160           |
| Paderne                       | 2.751           |
| Padrón                        | 9.242           |
| O Pino                        | 5.016           |
| A Pobra do Caramiñal          | 10.006          |
| Ponteceso                     | 7.019           |
| Pontedeume                    | 8.860           |
| As Pontes de García Rodríguez | 12.367          |
| Porto do Son                  | 10.085          |
| Rianxo                        | 11.747          |
| Ribeira                       | 26.343          |
| Rois                          | 5.123           |
| Sada                          | 11.686          |
| San Sadurniño                 | 3.337           |
| Santa Comba                   | 10.892          |
| Santiago de Compostel·la      | 93.273          |
| Santiso                       | 2.286           |
| Sobrado                       | 2.434           |
| As Somozas                    | 1.403           |
| Teo                           | 15.331          |
| Toques                        | 1.573           |
| Tordoia                       | 4.945           |
| Touro                         | 4.765           |
| Trazo                         | 3.766           |
| Val do Dubra                  | 4.802           |
| Valdoviño                     | 6.837           |
| Vedra                         | 5.054           |
| Vilarmaior                    | 1.388           |
| Vilasantar                    | 1.622           |
| Vimianzo                      | 8.686           |
| Zas                           | 6.082           |